# サン＝パンタレオン＝ド＝ラルシュ
サン＝パンタレオン＝ド＝ラルシュ （Saint-Pantaléon-de-Larche）は、フランス、ヌーヴェル＝アキテーヌ地域圏、コレーズ県のコミューン。

## 地理
ブリーヴ＝ラ＝ガイヤルド都市圏の町であり、ブリーヴ盆地の西側にある。県北西部にあり、ドルドーニュ県と境界を接している。コミューンは、コレーズ川との合流後ヴェゼール川谷によって生じた湾曲部を伴っている。
コミューンの北側をオートルート 89が通過しており、ヴェゼール-コレーズ高架橋がコミューンの境界にある2つの河川の上を交差する。

## 歴史
後期旧石器時代からの遺跡が、ブリュイエール（Bruyères）、カーヴ（Cave）、オードギュイル（Audeguil）といった先史時代の居住地の証明となっている。
12世紀、ヴェゼール川左岸に小修道院があったため、サン＝パンタレオン＝デュ＝ロット（Saint-Pantaléon-du-Rot）とコミューンは呼ばれていた。
その他、中世に存在を示したものがある。オードギュイルのサルコファガスと地下室、ギュモンにあるサン・ジャン礼拝堂と小修道院である。
フランス革命の1793年から1795年の間、聖パンテレイモンに関係する地名が革命政府に嫌われ、ラ・フラテルニテ（La Fraternité）という革命名を名乗っていた。

## 人口統計
| 1962年 | 1968年 | 1975年 | 1982年 | 1990年 | 1999年 | 2006年 | 2011年 |
| ------ | ------ | ------ | ------ | ------ | ------ | ------ | ------ |
| 1336   | 1729   | 2406   | 3019   | 3478   | 3773   | 4415   | 4681   |

参照元:1999年までEHESS、2004年以降INSEE

## 史跡
- サン・パンタレオン教会 - 12世紀から伝わる教会だが、現在の建物は14世紀から15世紀に再建されたもの。1963年に歴史記念物指定されている[5]。
- シャトー・ド・クラミエ - 17世紀。1991年、ファサードと屋根が歴史記念物に指定されている[6]。